# 亞歷山大·伊普斯蘭提斯
亚历山大·伊普斯兰提斯（希臘語：Αλέξανδρος Υψηλάντης，羅馬化：Aléxandros Ypsilántis，1792年12月12日—1828年1月31日），出身显赫的法那尔希腊人家庭，多瑙河公国亲王，拿破仑战争时期曾在俄罗斯帝国军队中担任高级指挥官。后成为友谊社领导人之一，参与了对抗奥斯曼帝国的希腊独立战争。